# Calendari d'Ussher-Lightfoot
La Cronologia Ussher és una cronologia del segle xvii de la història del món formulada mitjançant una lectura interpretativa de la Bíblia per James Ussher, Arquebisbe anglicà del Comtat d'Armagh (en l'actual Irlanda del Nord). La cronologia s'associa a vegades, sovint amb mofa, amb la ideologia del Creacionisme de la Terra Jove, ja que sosté que l'univers va ser creat fa només uns mil lennis.
El treball d'Ussher, més pròpiament anomenat  Annales veteris testamenti, a prima mundi origini deductius (Annals del Vell Testament, derivats dels primers orígens del món), va ser la seva contribució al llarg debat teològic sobre l'edat de la Terra. Aquesta va ser una gran preocupació per a molts estudiosos cristians al llarg dels segles.
La cronologia és de vegades cridada cronologia Ussher-Lightfoot, incloent-hi el nom de John Lightfoot, que va publicar una cronologia similar en 1642-1644. No obstant això, es tracta d'un nom incorrecte, ja que la cronologia està basada en el treball d'Ussher i no en el de Lightfoot. Ussher va deduir que el primer dia de la creació va començar el vespre anterior al diumenge del 23 d'octubre l'any 4004 aC del calendari Julià, a prop de l'equinocci de tardor, mentre que similarment Lightfoot va deduir que la creació va començar el capvespre pròxim a l'equinocci de tardor, però l'any 3929 aC.
La data proposada per Ussher de 4004 aC difereix poc de les estimades de Beda (3952 aC) o pel contemporani d'Ussher, Joseph Justus Scaligero (3949 aC). L'elecció específica d'Ussher d'aquest any va poder haver estat influïda per la creença d'aleshores que la vida potencial de la Terra era de 6000 anys (4000 abans del naixement de Crist i 2000 després), corresponent als sis dies de la creació, sobre les bases que "amb El Senyor un dia és com mil anys, i mil anys com un dia" (2 Pere, 3,8). Aquesta visió ha estat completament abandonada el 1997, sis mil anys després de 4004 aC No obstant això, hi ha alguns estudiosos bíblics, com així també un nombre de cristians evangèlics, que professen la seva interpretació literal de la bíblia i que la Terra té 6.000 anys.

## Mètode d'Ussher
Les cronologies de James Ussher i altres estudiosos de la Bíblia tenen tanta similitud atès que han usat més o menys la mateixa metodologia per calcular esdeveniments claus registrats a la Bíblia. El seu treball es va complicar perquè la Bíblia va ser compilada de diferents fonts a través dels segles amb diferents versions i grans buits cronològics, fent impossible fer un simple suma de les edats i dates que conté. En el seu article sobre el calendari d'Ussher, James Barr ha identificat tres períodes diferents que Ussher va haver d'encarar:
- Era primerenca  (De la creació a Salomó). Pel que sembla el període més fàcil, ja que la Bíblia assenyala un llinatge masculí continu des d'Adam i Eva fins a Salomó, juntament amb les edats dels individus involucrats. No obstant això, no totes les versions de la Bíblia proporcionen les mateixes edats -la Versió dels Setanta- (traducció més antiga coneguda en grec del Vell Testament datat en el tercer mil·lenni aC, i suposadament traduïda per 72 estudiosos hebreus) dona dates més tardanes, retardant al voltant de 1500 anys la data de la creació. Ussher va resoldre aquest problema recolzant-se en la Bíblia hebrea.
- Primera era dels Reis  (De Salomó a la destrucció del temple de Jerusalem i al desterrament babiloni de Judea). El llinatge s'interromp en aquest punt, disposant només de la durada del regnat dels reis i amb nombrosos solapaments i ambigüitats complicant el quadre. Ussher va haver de creuar els registres bíblics amb dates conegudes d'altres persones i governants per crear una cronologia integrada.
- Segona era dels Reis  (D'Esdres i Nehemies al naixement de Jesús). No es proporciona informació a la Bíblia. Ussher i els seus seguidors van haver intentar vincular cada esdeveniment conegut d'aquest període amb un altre datable en altres cultures, com les dels caldeus, perses o romans. Per exemple, la mort del rei Nabucodonosor II que va ocupar de Jerusalem l'any 586 aC, i la destrucció del temple es podia relacionar amb l'any 37 de l'exili de Jeconies (2 Reis 25,27).

Usant aquests mètodes, Ussher podia establir la data de la Creació cap a l'any 4000 aC La va situar en el 4004 aC per considerar l'error comès per Dionís l'Exigu, el creador del sistema de datació des de l'any del naixement de Crist. Flavi Josep va assenyalar que la mort d'Herodes el Gran va ocórrer l'any 4 aC, de manera que Jesús no hauria pogut néixer després d'aquesta data. Jesús va néixer atre l'any 37 aC (Quan Herodes va començar a governar) i el 4 aC. Ussher va calcular que l'any del naixement de Crist havia d'haver estat el 4 aC
L'estació en què va tenir lloc la Creació era un important tema de discussió teològica en temps d'Ussher. Molts erudits pensaven que havia passat a la primavera, en el començament de les cronologies babilòniques, caldeas i d'altres cultures. D'altres, incloent-hi Ussher, van pensar que era més probable que hagués passat a la tardor, en gran manera perquè aquesta estació marcava el principi de l'any jueu.
Ussher va usar el calendari hebreu per establir la creació el diumenge més a prop a l'equinocci de tardor. El dia de la setmana va ser un càlcul posterior a partir dels sis dies de la creació amb Déu descansant el setè, que en la tradició jueva és dissabte: per tant la creació va començar el diumenge. Les taules astronòmiques que probablement va utilitzar Ussher eren les Tabulae Rudolphinae (Taules rudolfines, 1627) de Johannes Kepler. Usant-les, hauria conclòs que l'equinocci ocórrer el dimarts 25 d'octubre, només un dia abans que el dia tradicional de la seva creació, en el quart dia de la setmana de la creació, dimecres, juntament amb el Sol, la Lluna, i les estrelles (Gènesi 1,16). Els càlculs moderns situen l'equinocci de tardor de 4004 aC el diumenge 23 d'octubre.
Ussher va indicar la seva data per a la Creació (nit precedent al 23 d'octubre) a la primera pàgina dels  Annales  en llatí i en la primera pàgina de la seva traducció anglesa  Annals of the World  (1658). La versió següent de l'anglès es basa en ambdós, amb un greu error en la versió anglesa de 1658, corregida referint-se a la versió llatina.
| « | Al principi, Déu va crear el cel i la terra (Gènesi 1,1). El principi del temps, d'acord amb la nostra cronologia, va tenir lloc al començament de la nit que va precedir al 23 d'octubre de 710 (període) julià. L'any 4004 aC | » |

## La història de la Terra segons Ussher
- 4004 aC - Creació.
- 2348 aC - Diluvi universal.
- 1921 aC - Crida de Déu a Abraham.
- 1491 aC - Èxode d'Egipte
- 1012 aC - Fundació del Temple de Jerusalem.
- 586 aC - Destrucció del Temple de Jerusalem per Babilònia i començament del desterrament babiloni.
- Any 0. - Naixement de Jesús.